# Mistrovství Evropy v judu 2017
Mistrovství Evropy v judu 2017 ve váhových kategoriích proběhlo v hale Torwar ve Varšavě, Polsko ve dnech 20. až 22. dubna 2017. Po skončení turnaje soutěže pokračovaly v mistrovství Evropy týmů.

## Informace a program turnaje
- seznam účastníků

- ČTV – 20.04.2017 – superlehká váha (−60 kg, −48 kg), pololehká váha (−66 kg, −52 kg), lehká váha −57 kg)
- PÁ – 21.04.2017 – lehká váha (−73 kg), polostřední váha (−81 kg, −63 kg), střední váha (−70 kg)
- SO – 22.04.2017 – střední váha (−90 kg), polotěžká váha (−100 kg, −78 kg), těžká (+100 kg, +78 kg)
- NE – 23.04.2017 – soutěž týmů

## Česká stopa
podrobně zde

## Výsledky

### Muži
podrobné výsledky
| Kategorie | Zlato                    | Stříbro               | Bronz                    | Bronz                      |
| --------- | ------------------------ | --------------------- | ------------------------ | -------------------------- |
| -60 kg    | Robert Mšvidobadze (RUS) | Janislav Gerčev (BUL) | Francisco Garrigós (ESP) | Orchan Safarov (AZE)       |
| -66 kg    | Giorgi Zantaraia (UKR)   | Adrian Gomboc (SLO)   | Matej Poliak (SVK)       | Nidžat Šichalizade (AZE)   |
| -73 kg    | Hidajat Hejdarov (AZE)   | Musa Moguškov (RUS)   | Tommy Macias (SWE)       | Rustam Orudžov (AZE)       |
| -81 kg    | Alan Chubecov (RUS)      | Dominic Ressel (GER)  | Dominik Družeta (CRO)    | Aslan Lappinagov (RUS)     |
| -90 kg    | Aleksandar Kukolj (SRB)  | Axel Clerget (FRA)    | Beka Gvinyjašvili (GEO)  | Chusejn Chalmurzajev (RUS) |
| -100 kg   | Elchan Mammadov (AZE)    | Cyrille Maret (FRA)   | Kirill Děnisov (RUS)     | Kazbek Zankišijev (RUS)    |
| +100 kg   | Guram Tušišvili (GEO)    | Adam Okruašvili (GEO) | Roy Meyer (NED)          | Lukáš Krpálek (CZE)        |

### Ženy
podrobné výsledky
| Kategorie | Zlato                      | Stříbro                      | Bronz                    | Bronz                           |
| --------- | -------------------------- | ---------------------------- | ------------------------ | ------------------------------- |
| -48 kg    | Darija Bilodidová (UKR)    | Irina Dolgovová (RUS)        | Éva Csernoviczká (HUN)   | Monica Ungureanuová (ROU)       |
| -52 kg    | Majlinda Kelmendiová (KOS) | Alesja Kuzněcovová (RUS)     | Joana Ramosová (POR)     | Evelyne Tschoppová (SUI)        |
| -57 kg    | Priscilla Gnetová (FRA)    | Theresa Stollová (GER)       | Nora Gjakovaová (KOS)    | Hélène Receveauxová (FRA)       |
| -63 kg    | Tina Trstenjaková (SLO)    | Margaux Pinotová (FRA)       | Elis Šlezingrová (GBR)   | Kathrin Unterwurzacherová (AUT) |
| -70 kg    | Sanne van Dijkeová (NED)   | Giovanna Scoccimarrová (GER) | Marie-Eve Gahiéová (FRA) | Barbara Matićová (CRO)          |
| -78 kg    | Audrey Tcheuméová (FRA)    | Guusje Steenhuisová (NED)    | Abigél Joóová (HUN)      | Natalie Powellová (GBR)         |
| +78 kg    | Maryna Slucká (BLR)        | Svitlana Jaromková (UKR)     | Carolin Weißová (GER)    | Larisa Cerićová (BIH)           |

## Statistika
- Věkový průměr medailistů – 25,93 (medián – 26 let)
- Věkový průměr medailistek – 25,43 (medián – 26 let)

- Nejmladší vítěz – Hidajat Hejdarov (20 let)
- Nejmladší vítězka – Darija Bilodidová (16 let a 192 dní)[1]
- Nejstarší vítěz – Elchan Mammadov (35 let a 55 dní)[2]
- Nejstarší vítězka – Priscilla Gnetová (28 let)

- Nejmladší medailista – Hidajat Hejdarov (20 let)
- Nejmladší medailistka – Darija Bilodidová (16 let a 192 dní)
- Nejstarší medailista – Elchan Mammadov (35 let a 55 dní)
- Nejstarší medailistka – Joana Ramosová (35 let)

pozn. Věk je počítán podle ročníku narození. V případě ataku rekordu se upřesňuje podle data narození a data získaní medaile.
- Nejdelší zápas mezi muži – 8:34 (4:00 + nastaven 4:34) Cédric Revol vs. Ovanes Davtjan (−60 kg)
- Nejdelší zápas mezi ženami – 8:29 (4:00 + nastavení 4:29) Tina Trstenjaková vs. Margaux Pinotová (−63 kg)

- Nejkratší zápas – 0:10 Szabina Gercsáková vs. Szaundra Diedrichová (−70 kg)

## Novinky v pravidlech
- Regulerní hrací doba zápasu byla pro muže zkrácena z 5 minuty na 4 minuty (pro ženy je toto snížení platné od roku 2014).
- Systém bodování byl zjednodušen na wazari a ippon (bodování z šedesátých let dvacátého století).
- Bylo zrušeno hodnocení juko.
- Bylo zrušeno wazari-ippon tj. při dvou i více wazari se neuděluje ippon.
- Ze čtyř na tři byl snížen počet penalizací (šido), za které se uděluje hansokumake (diskvalifikace).
- V regulerní hrací době udělení šida nemá vliv na výsledek zápasu.
- Prodloužení zůstává časově neomezené do doby, kdy jeden z judistů neskóruje alespoň wazari nebo neobdrží rozdílové šido.
- Byla upravena doba držení v osae-komi pro získání ipponu (20 sekund) nebo wazari (10 sekund).
- Bylo zmírněno pravidlo o doteku spodního dílu judogi rukou. Při prvním doteku se uděluje šido, při druhém hansokumake.
- Z důvodu větší bezpečnosti bylo zpřísněno pravidlo o vyhýbání se pádu na záda. Pokud rozhodčí zhledá, že se judista vyhnul pádu na záda rotecí přes krční svaly (páteř) nebo jinak tak judistovi automaticky uděluje hansokumake.
- Byla zmírněna pravidla o úchopu (jednostranný úchop, pistolový úchop apod.) v přípravě na útok, která byla v minulých letech penalizována. Penalizována budou nadále ve snaze zbavit se soupeřova úchopu nebo šetřit čas.[3]